# Schweizer Filmpreis/Ehrenpreis
Sämtliche Gewinner des Schweizer Filmpreises in der Kategorie Ehrenpreis werden hier aufgelistet. Der Preis wurde das erste Mal im März 2011 verliehen.
| Jahr | Preisträger                  | Tätigkeit                               |
| ---- | ---------------------------- | --------------------------------------- |
| 2011 | Marcel Hoehn                 | Produzent T&C Film                      |
| 2012 | Rolf Lyssy                   | Regisseur und Autor                     |
| 2013 | Jacqueline Veuve             | Regisseurin                             |
| 2014 | Alexander J. Seiler          | Regisseur, Autor und Produzent          |
| 2015 | Jean-Luc Godard              | Regisseur, Drehbuchautor und Filmeditor |
| 2016 | Renato Berta                 | Kameramann                              |
| 2017 | Bruno Ganz                   | Schauspieler                            |
| 2018 | Georges Schwizgebel          | Animationsfilmer                        |
| 2019 | Beki Probst                  | Kinobetreiberin                         |
| 2020 | Markus Imhoof                | Regisseur                               |
| 2021 | Liselotte Pulver             | Schauspielerin                          |
| 2022 | Fredi M. Murer               | Filmemacher                             |
| 2023 | Ruth Waldburger              | Filmproduzentin                         |
| 2024 | Robert Boner                 | Filmproduzent                           |
| 2025 | Barbet Schroeder Bulle Ogier | Filmregisseur Schauspielerin            |